# Eijun Kiyokumo
Eijun Kiyokumo (jap. 清雲 栄純, Kiyokumo Eijun; * 11. September 1950 in Enzan (heute: Kōshū), Präfektur Yamanashi) ist ein ehemaliger japanischer Fußballspieler.

## Nationalmannschaft
1974 debütierte Kiyokumo für die japanische Fußballnationalmannschaft. Kiyokumo bestritt 42 Länderspiele.

## Errungene Titel
- Japan Soccer League: 1976
- Kaiserpokal: 1976

## Persönliche Auszeichnungen
- Japan Soccer League Best Eleven: 1974, 1975, 1976